# Robert Irving III

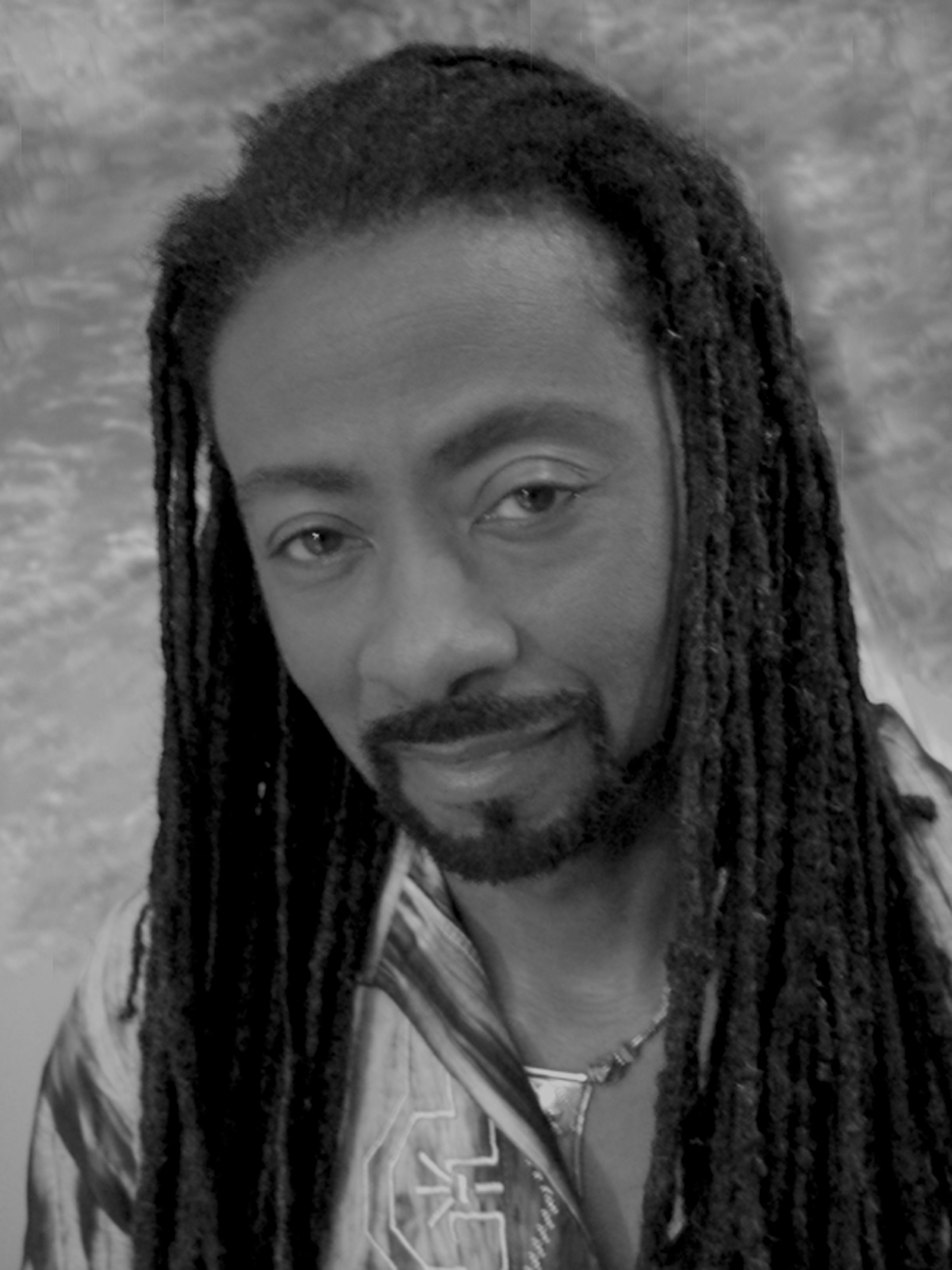
Robert Irving III

Robert „Baabe“ Irving III (* 27. Oktober 1953 in Chicago, Illinois) ist ein amerikanischer Jazz-Pianist und -Keyboarder, Komponist und Arrangeur. Er leitet eigene Bands und arbeitet als Produzent. Er war maßgeblich für die Entwicklung des Sounds des späten Miles Davis der 1980er und 1990er Jahre verantwortlich.

## Leben
Irvings musikalische Karriere begann als Bläser. Sein erstes Instrument war die Naturtrompete Clairon, gefolgt von einer Reihe von Blasinstrumenten, darunter das Kornett, das Waldhorn und die Ventilposaune. Während er Blasinstrumente spielte, lernte er auch Tasteninstrumente spielen, um seine musikalischen Theoriekenntnisse zu verbessern. 
Irvings Familie zog von 1969 bis 1978 nach North Carolina. Dort verfolgte Irving weiter seine Musikstudien, spielte Posaune in Konzertbands, Keyboard für Pop-, Funk- und Fusionbands, sowie Orgel und Klavier für Gospelgruppen. Hammondorgel und Keyboards wurden nun seine Hauptinstrumente.
Als er 1978 nach Chicago zurückkehrte, schloss sich Irving mit einer Reihe von Musikern zusammen, darunter Vincent Wilburn Jr. und Darryl Jones, die mit ihm später der Miles Davis Band beitraten. Diese Musiker bildeten eine Folge von Bands darunter Data und AL7. 1979 wurde AL7 vom Arrangeur  und Produzenten Tom Tom 84 eingeladen, für Maurice White (von Earth Wind and Fire) Demoaufnahmen zu machen.
Irving stieß 1981 zu Miles Davis. Durch die lange und prägende Zeit bei Miles Davis (bis 1988) wurde Irving ein praktisch vollständig ausgebildeter akustischer Jazzpianist, wie in seinen aktuellen Arbeiten zu bemerken ist.

### Mitarbeit bei Miles Davis
Miles war auf Irving durch seine Aufnahme Space (die er mit seiner talentierten in Chicago ansässigen Band für Vince Wilburns Onkel aufgenommen hatte) aufmerksam geworden.  Das führte dazu, dass Miles Davis ihn und seine Musiker nach New York zu seiner ersten Aufnahmesitzung seit Jahren einlud. Tatsächlich stellte sich heraus, dass Irvings Musik den Anstoß und die Motivation abgab, Davis zu veranlassen seine 1974 bis 1979 eingeschlafene musikalische Fortentwicklung in der letzten Phase seiner Karriere 1979 bis 1991 wieder aufzunehmen. 
Einige Ergebnisse dieser Sitzungen sind auf dem Album The Man with the Horn von 1981 enthalten, dem Comeback-Album von Davis. Das Titelstück The Man With the Horn war von Irving geschrieben und arrangiert, der auch am anderen Stück Shout mitschrieb und -arrangierte. 1983 fragte Miles Davis an, ob Irving als Komponist, Keyboarder, Arrangeur und Koproduzent für die Aufnahmesitzungen arbeiten wollten, aus denen dann das Album Decoy entstand. Er lud Irving auch ein, sich seiner Tourneeband anzuschließen, bei der er fünf Jahre blieb, und er übernahm dort neben dem Klavier die Rolle des musikalischen Leiters. Damit war Irving verantwortlich für die Musikarrangements, die Proben (an denen Davis nie teilnahm) und das musikalische Zusammenspiel zwischen Davis und seinen Bandmitgliedern, darunter Musiker wie John Scofield, Bill Evans, Mike Stern, Kenny Garrett und Darryl Jones. Als musikalischer Direktor hörte sich Irving die Aufnahmen jedes Abends an, um daraus die Ideen aufzugreifen, die ein fester Bestandteil in den Arrangements der Band wurden.
1982 übernahm Robert Irving ebenso für die Kuumba Theater-Produktion The Little Dreamer… a Nite in the Life of Bessie Smith die Aufgaben des musikalischen Leiters und des Pianisten und lernte dabei Stride-Piano vom legendären Little Brother Montgomery, der die Musik der Show komponiert hatte.
Zusätzlich neben Decoy arbeitete Irving als Komponist, Produzent und Arrangeur auf der 1985er Aufnahme You’re Under Arrest. Dieses Album schloss die Grammy nominierte Version Time After Time und das Stück Human Nature ein. Während Irving an der Arbeit zu  You’re Under Arrest war, studierte er bei Gil Evans Arrangement, der Jahrzehnte früher für Miles Davis einige seiner berühmtesten Stücke arrangiert hatte. Später dehnten Irving und Miles ihre Zusammenarbeit auf Projekte wie die Musik zum Film Street Smart aus.

### Karriere nach Miles
Irving verließ Miles Davis’ Band 1988 und begann seine eigene musikalische Karriere zu verfolgen. Zur Zeit der Trennung gab sein musikalischer Mentor ihm einen letzten Rat, den er mit ihm teilen sollte, mit auf den Weg: „Musik ist ein Gemälde, das Du hören kannst und Malerei ist Musik, die Du sehen kannst. Es wird Zeit, dass Du an Deinen eigenen Bildern arbeitest.“ 
1988 veröffentlichte Irving sein Soloalbum Midnight Dream, für das Verve Forecast/Polygram Records Label. Darauf spielten John Scofield, Darryl Jones, Buddy Williams und Phil Perry mit. Irving arbeitete in den weiteren 1990ern bei Labeln wie DIW in Japan und Europa, die in den USA wegen der kleinen Auflagen kaum bemerkt werden, während sich die Nachfolgemusiker der Davis Band seit 1985 dort fleißig vermarkteten (Marcus Miller).
Seit er die Davis Band verlassen hatte lebt Irving in Chicago, verfolgte eine erfolgreiche Karriere als Tourneemusiker, Komponist, Arrangeur, Produzent und Lehrer. In der Jazzszene Chicagos lehrte Irving an zahlreichen Schulen, Workshops und Gemeinschaftsveranstaltungen, und er gründete das Chicago’s African Arts Ensemble. Irving komponierte die Filmmusik für Gregory Tillman Jr.’s Spielfilm Scenes for the Soul von 1995, ebenso wie für das Miami Chamber Orchestra mit  Mademoiselle Mandarin ein Konzert für Jazzharfe und -orchester, das mit dem Schweizer Musiker Markus Klinko uraufgeführt wurde. Er nahm durch die Jahre entweder als Leiter eigener Bands oder Sideman mit einer langen Liste namhafter Jazzmusiker auf, unter anderen arbeitete er mit David Murray, Wallace Roney, Eddie Henderson, Lenny White und den Kollegen aus Davis-Tagen Darryl Jones, Vince Wilburn Jr. und Al Foster; ebenso noch mit Ramsey Lewis, Randy Hall, Chick Corea, Pharoah Sanders, Terri Lyne Carrington, Gary Bartz, Buster Williams, Regina Carter und Kirk Whalum. Dabei wirkte er als Komponist, Arrangeur und Pianist.
Zusätzlich, auf Davis’ Drängen, begann Irving mit der Malerei. Er malt regelmäßig seit 1997 und sein Werk wurde in einigen Galerien ausgestellt.
Weiter nahm Irving als Leiter und Musikdirektor der Band ehemaliger Miles Davis-Musiker ESP und ESP2 auf, spielte auf einer Reihe von David Murrays Alben und Tourneen, als Mitglied des Kahil El’Zabars Juba Collective und mit  Wallace Roney. Unter anderem produzierte er Alben für Terri Lyne Carrington (Real Life Story, 1990) und Susan Osborne (Wabi 1991, erhielt den Nippon Music Award für das beste kreative Konzept).
2007 liegt auf dem Label Sonic Portraits mit New Momentum ein aktuelles Trioalbum vor, auf dem Irving akustisches Klavier spielt.

## Seine Spielweise
Seine Funktion als Begleiter erfüllt er zurückhaltend und strukturierend, gleichgültig wie "elektrisch" oder drahtig seine Keyboardklänge sind. In der Zurückhaltung ist er damit auf den Miles Davis Alben nicht leicht aus dem Gesamtklang herauszuhören und er gibt dort wenig Solos. Er kann Musik "monumental" aufbauen, was er mit seinen rhythmisch sauber abgrenzenden Tempowechseln leicht wieder aufzulösen pflegt. Mit eben solcher Leichtigkeit bis Wucht kann er in Gospelspielweisen spielen. Am akustischen Klavier hat er einen vollen Klang, er spielt in Oktavabständen mit vollen Akkorden, an den Keyboards klingt er eher drahtig getupft mit rudimentären Andeutungen, er setzt Akzente, und bleibt bei einfachen Akkorden. Komplizierte „Jazzakkorde“ bewegt er in Rückungen  über größere Intervalle, einfachere „Gospeldreiklänge“ wechselt er rhythmisch perkussiv zwischen rechter und linker Hand. 

## Ausgewählte Diskografie
mit Miles Davis:
- Miles Davis, The Complete Miles Davis at Montreux 2002 -- Komponist, Produzent, Keyboards
- Miles Davis, You’re Under Arrest (Grammy Award Nominierung) 1985 -- Komponist, Arrangeur, Keyboards, Produzent
- Miles Davis, Decoy (Downbeat Album des Jahres) -- Komponist, Arrangeur, Keyboards, Produzent
- Miles Davis, The Man With the Horn 1981 -- Komponist, Arrangeur, Keyboards, Produzent

unter eigenem Namen und mit Miles Davis Nachfolgeband:
- Robert Irving III, Midnight Dream 1989 --  Komponist, Arrangeur, Keyboards, Produzent
- Robert Irving III, New Momentum (Sonic Portraits Entertainment) 2007 -- Bandleader, Klavier, Komponist, Arrangeur und  Produzent (mit Terri Lyne Carrington)
- ESP, ESP (Robert Irving III, Darryl Jones, Bobby Broom, Kirk Whalum, Toby Williams) 1992 -- Komponist, Arrangeur, Keyboards, Produzent

als Sideman:
- Juba Collective (Khalil El’Zabar), Juba Collective 2002 -- Klavier, (Hammond-)Orgel, Keyboards
- Wallace Roney, Village 1997 -- Keyboards
- David Murray, Fo Deuk Revue, enja 1997 -- Klavier, Komponist
- David Murray, Dark Star (Platz 1 der Billboard Charts) 1996 -- Orgel, Klavier, Synthesizer
- David Murray, Jug-a-Lug, DIW 1995 -- Orgel, Synthesizer.
- David Murray, The Tip 1994 --  Orgel, Synthesizer

(Angemerkt, nach --, sind Irvings Funktionen.)